# Собор Архангела Михаила (Генк)
Собор Архангела Михаила — украинский православный храм в городе Генк (Бельгия). Находится под юрисдикцией Украинской православной церкви в диаспоре, входящей в состав Константинопольской православной церкви. Богослужения проходят на украинском языке.

## Характеристика
Здание церкви расположена в районе Хульсхагенстрат в Генке. Церковь построена в византийском стиле и имеет своеобразный иконостас. Храм был построен по проекту бельгийского архитектора Гвидо Валграве в 1984 году и освящен 24 августа 1986 года.

## История создания
Первая православная община в городе Генк появилась в 1948 году. Она состояла из украинских рабочих, которые с семьями прибыли железнодорожным транспортом в апреле 1947 года в бельгийскую провинцию Лимбург из американской оккупационной зоне в послевоенной Германии. Они поселились в Генке и вскоре организовали небольшую церковь, расположенную в одном из бараков.
В 1980-х годах власти города намеревались снести этот барак, уже находившийся в аварийном состоянии. В связи с этим, православные верующие, благодаря жене священника Фриде Деревянко смогли собрать средства и начали строительство полноценного храма.
Строительство было завершено в 1984 году, освящение новой церкви состоялось 24 августа 1986 года.